# Gaetano Salvemini
Gaetano Salvemini (Molfetta, 8 de setembre de 1873 - Sorrento, 6 de setembre de 1957) fou un polític, historiador i escriptor antifeixista italià. Nascut en una família de recursos modestos, es va convertir en un historiador reconegut, tant a Itàlia com a l'estranger, en particular als Estats Units, després que el règim feixista de Mussolini el forçàs a l'exili.
Inicialment es va relacionar amb el Partit Socialista Italià, després es va adherir a un socialisme humanitari independent, mantenint un compromís amb una reforma política i social radical durant tota la seva vida. Salvemini va oferir un lideratge important als refugiats polítics dels Estats Units. Els seus prolífics escrits van donar forma a les actituds dels responsables polítics dels Estats Units durant i després de la Segona Guerra Mundial. La seva experiència d'exili transatlàntic el va dotar de noves visions i una nova perspectiva per explicar l'auge del feixisme, tot donant forma a la memòria de la guerra i la vida política a Itàlia després de 1945. Va defensar una tercera via entre els comunistes i la democràcia cristiana per a la Itàlia de postguerra.

## Inicis i carrera professional
Salvemini va néixer a la ciutat de Molfetta, a Apúlia, al pobre sud d'Itàlia, en una família extensa de pagesos i pescadors de mitjans modestos. El seu pare, Ilarione Salvemini, va ser professor de carabiniere a temps parcial. Havia estat un republicà radical que havia lluitat com a camisa vermella amb Giuseppe Garibaldi en la seva lluita per la unificació italiana. La seva mare Emanuela (nada Turtur) era socialista. L'orientació política dels seus pares, així com la pobresa de la regió, van configurar els seus ideals polítics i socials al llarg de la seva vida.
Va ser admès a la Universitat de Florència, on va conèixer majoritàriament estudiants del nord d'Itàlia i es va relacionar amb joves socialistes que l'introduïren al marxisme (que revisaria posteriorment críticament), a les idees de Carlo Cattaneo i a la revista socialista italiana de Filippo Turati, Critica Sociale. Aleshores conegué la seva primera esposa Maria Minervini. Després de completar els estudis a Florència el 1894, els seus treballs històrics sobre la Florència medieval, la Revolució Francesa i Giuseppe Mazzini el van consolidar com a historiador reconegut.
El 1901, després d'anys d'ensenyar a les escoles secundàries, va ser nomenat professor d'història medieval i moderna a la Universitat de Messina. Mentre es trobava a Messina, va perdre la seva dona, cinc fills i la seva germana, en el devastador terratrèmol de Messina de 1908 davant els seus ulls, mentre s'amagava sota l'arquitrau d'una finestra, una experiència que va condicionar la seva vida. "Sóc un miserable desgraciat, sense llar ni foganya, que ha vist destruïda la felicitat d'onze anys en dos minuts", va escriure. Va continuar ensenyant història a la Universitat de Pisa i el 1916 va ser nomenat professor d'Història Moderna a la Universitat de Florència. Amb els anys, es va alinear amb Luigi Einaudi i va desenvolupar gradualment una investigació i una anàlisi inductives pragmàtiques, que va anomenar concretisme - una combinació de valors seculars de la il·lustració, el liberalisme i el socialisme - en contrast amb pensadors més filosòfics com Benedetto Croce i Antonio Gramsci.

## La relació amb el socialisme
Salvemini es va preocupar cada cop més de la política italiana i es va adherir al Partit Socialista Italià. El 1910 publicà un article al diari socialista Avanti! "Il ministro della malavita", en el qual va atacar el sistema de poder i la màquinaria política del primer ministre liberal Giovanni Giolitti, que va dominar la vida política italiana des del començament del segle xx. Salvemini va retreure a Giolitti que explotés l'endarreriment del sud d'Itàlia per a objectius polítics a curt termini, apavagant els propietaris, mentre que es comprometia amb partits polítics corruptes amb lligams amb els baixos fons. Segons Salvemini, Giolitti va explotar "les condicions miserables del Mezzogiorno per tal de vincular la massa dels diputats del sud amb ell mateix".
Es va oposar a la costosa campanya militar a Líbia durant la guerra italo-turca (1911-1912). La guerra no va satisfer les necessitats reals del país que necessitava reformes econòmiques i socials de gran abast, segons Salvemini, però va suposar una perillosa col·lusió entre nacionalisme poc realista i interessos corporatius. El 1911, Salvemini va abandonar el PSI a causa del "silenci i la indiferència" davant la guerra del partit i va fundar la revista política setmanal L'Unità que serviria com a veu dels demòcrates militants a Itàlia per a la propera dècada. Va criticar els dissenys imperials del govern a Àfrica com una ximpleria xovinista.
Tot i això, va afavorir l'entrada d'Itàlia a la Primera Guerra Mundial del costat de l'Entente per aconseguir una major participació política, econòmica i social a la nació per part de les masses, així com l'autodeterminació nacional. Es va convertir en un dels líders dels intervencionistes democràtics amb Leonida Bissolati. Mitjançant la lluita per la democràcia a l'estranger, creia que Itàlia redescobriria les seves pròpies arrels democràtiques. Coherent amb la seva posició intervencionista, es va incorporar com a voluntari en els dos primers anys de la guerra.
Com a membre del PSI va lluitar pel sufragi universal, pel renaixement moral i econòmic del Mezzogiorno i contra la corrupció en la política. Com a meridionalista, va criticar el PSI per la seva indiferència davant els problemes del sud d'Itàlia. Mentre abandonava el Partit Socialista per adherir-se a un socialisme humanitari independent, mantindria el compromís de reforma radical al llarg de la seva vida. Elegit a la llista d'ex-combatents, va exercir a la Cambra dels Diputats italiana com a radical independent de 1919 a 1921 durant el període revolucionari del Biennio Rosso. Va donar suport al programa d'autodeterminació internacionalista del president dels Estats Units Woodrow Wilson, que preveia un reajustament de les fronteres d'Itàlia seguint línies de nacionalitat clarament reconeixedores, en contraposició a la política irredentista del ministre d'Afers Exteriors, Sidney Sonnino.

## Resistint el feixisme
En el període immediat després de la guerra, Salvemini va callar sobre el feixisme italià, però com a diputat aviat es va desentendre de la línia política del seu grup parlamentari i va iniciar una viva polèmica contra Benito Mussolini, a qui havia admirat en el passat com a líder socialista, fins al punt que Mussolini fins i tot el va desafiar a un duel, que mai va tenir lloc. No obstant això, fins al 1922, va considerar el moviment feixista massa petit com per a ser un repte polític seriós. Salvemini s'oposava més als polítics d'estil antic com Giolitti. "Tornar a Giolitti seria un desastre moral per a tot el país", va escriure. "Mussolini va poder dur a terme el seu cop d'estat ... perquè tothom estava disgustat amb la Cambra".
Mentre es trobava a París, Mussolini va dur a terme la Marxa sobre Roma, l'octubre de 1922, que va iniciar la presa feixista d'Itàlia. El 1923, va realitzar una sèrie de conferències sobre política exterior italiana a Londres, davant la ira del govern feixista i dels feixistes florentins. Les parets de Florència es van omplir amb cartells que deien: "El mico de Molfetta no hauria de tornar a Itàlia". En canvi, Salvemini no només va tornar a casa, sinó que va reprendre les seves conferències a la Universitat, independentment de l'amenaça dels estudiants feixistes. Es va incorporar a l'oposició després de l'assassinat del polític socialista Giacomo Matteotti el 10 de juny de 1924, quan va quedar clar que Mussolini volia establir una dictadura d'un sol partit.
Va treballar per mantenir una forta xarxa de contactes entre intel·lectuals antifeixistes a tot Itàlia, mentre que gran part del món acadèmic italià es va inclinar cap al nou règim. Amb els seus antics estudiants i seguidors Ernesto Rossi i Carlo Rosselli va fundar el primer diari clandestí antifeixista Non mollare, el gener de 1925. Mig any després va ser arrestat i sotmès a judici, però va ser alliberat per raons formals, tot i que es va mantenir sota vigilància. Les amenaces contra la seva vida van ser publicades a la premsa feixista i el seu advocat va ser apallissat pels feixistes. El seu nom figurava a la llista negra dels feixistes durant les batudes del 4 d'octubre de 1925 a Florència. Tot i això, Salvemini havia fugit a França l'agost de 1925. Va ser destituït de la Universitat de Florència i la seva ciutadania italiana va ser revocada el 1926.
A l'exili, Salvemini va continuar organitzant activament la resistència contra Mussolini a França, Anglaterra i finalment als Estats Units. El 1927 va publicar "La dictadura feixista a Itàlia", un estudi lúcid i innovador de l'ascens del feixisme i de Mussolini. A París va participar en la fundació de la Concentrazione antifascista el 1927 i a Giustizia e Libertà amb Carlo i Nello Rosselli, el 1929. A través d'aquestes organitzacions, els exiliats italians van ajudar els antifeixistes a Itàlia, difonent publicacions clandestines. El moviment volia ser una tercera alternativa entre el feixisme i el comunisme, perseguint una república lliure i democràtica basada en la justícia social.

## En els Estats Units
Salvemini va recórrer els Estats Units el gener de 1927 per primera vegada, donant conferències amb una clara agenda antifeixista. Les seves conferències van ser obstaculitzades per adversaris feixistes. Tot i això, el seu exili forçat li va donar una "sensació de llibertat, d'independència espiritual". En lloc de "exilat" o "refugiat", va preferir el terme fuoruscito (una etiqueta originalment despectiva emprada pels feixistes, que va ser adoptada com a símbol d'honor pels exiliats polítics d'Itàlia), "un home que ha optat per marxar del seu país per continuar amb una resistència que s'havia tornat impossible a casa ". Va publicar "La dictadura feixista a Itàlia" (1927), contradient la creença que Mussolini havia salvat Itàlia del bolxevisme.
El 1934, Salvemini va acceptar ensenyar civilització italiana -un lloc creat especialment per a ell- a la Universitat Harvard, on romandria fins al 1948. Juntament amb Roberto Bolaffio va fundar una secció americana de Giustizia e Libertà. Va escriure articles en revistes importants com Foreign Affairs i va viatjar per tot el país per advertir l'opinió pública nord-americana contra els perills del feixisme. Alarmat per l'esclat de la Segona Guerra Mundial després de la invasió de Hitler a Polònia el setembre de 1939, ell i altres exiliats italians van fundar la societat antifeixista Mazzini a Northampton, Massachusetts. Salvemini es va unir al Comitè Italià de Rescat d'Emergència (IERC), que va recaptar diners per als refugiats polítics italians i va treballar per convèncer les autoritats nord-americanes perquè els admetessin.
Va obtenir la ciutadania dels Estats Units el 1940, creient que com a ciutadà estatunidenc tindria una oportunitat més gran d'influir en les polítiques dels Estats Units cap a Itàlia. De fet, agències governamentals com el Departament d'Estat i l'Oficina Federal d'Investigació (FBI), van sol·licitar els seus consells sobre feixisme i qüestions italianes en general. Entre els escrits dels anys nord-americans destaca "Sota la destral del feixisme" (1936). Com a intel·lectual Salvemini va deixar una marca innegable en l'estudi de la història italiana a Harvard i altres universitats, canviant el seu enfocament original en llengua, art i literatura, per un estudi crític i sistemàtic sobre la Itàlia moderna.
El creixent protagonisme de Max Ascoli, Carlo Sforza i Alberto Tarchiani a la societat Mazzini va provocar, el progressiu distanciament de Gaetano Salvemini de la presa de decisions activa. La por de Salvemini era que Roosevelt donés a Churchill i a la seva agenda conservadora via lliure en la Itàlia de la postguerra que beneficiés la monarquia i els que havien col·laborat amb Mussolini. Després de la caiguda de Mussolini el juliol de 1943, Salvemini es va preocupar cada cop més que els aliats i els moderats italians afavorissin una restauració conservadora a Itàlia. Per tal d'oferir una alternativa, juntament amb el professor de Harvard, Giorgio La Piana, Salvemini va escriure "Què fer amb Itàlia?", en el qual van esbossar un pla per a la reconstrucció d'Itàlia després de la guerra a través d'un programa republicà i socialdemòcrata.

## Tornada a Itàlia
Tot i ser ciutadà dels Estats Units, va tornar a Itàlia el 1948 i va ser reintegrat al seu antic càrrec com a professor d'Història Moderna a la Universitat de Florència. Després de vint anys d'exili, va iniciar el seu primer discurs a la seva antiga universitat amb: "Com dèiem en la darrera conferència". Com a republicà d'esquerres va quedar decebut amb la victòria del partit democristià a les eleccions generals de Itàlia de 1948 i la influència de l'església catòlica al país. Salvemini esperava que el Partit d'Acció, un partit polític de postguerra sorgit de Giustizia i Libertà, pogués constituir una tercera força, una coalició socialista-republicana que unís socialistes reformistes i demòcrates genuïns com a alternativa als comunistes i demòcrates cristians. No obstant això, les seves esperances cap a una nova Itàlia van declinar amb la restauració d'antigues actituds i institucions amb l'inici de la guerra freda.
El 1953 es va publicar el seu darrer gran estudi històric, "Preludi a la Segona Guerra Mundial", sobre la Segona Guerra italo-etíop. Com a historiador, va escriure sobre història recent i contemporània, però també es va fer notar pels seus estudis sobre la comuna italiana medieval. La seva "Revolució Francesa: 1788-1792" és una excel·lent explicació dels corrents socials, polítics i filosòfics (i de la incompetència monàrquica) que van provocar aquell cataclisme.

## Mort i llegat
Salvemini va passar el darrer període de la seva vida a Sorrento, sense deixar de denunciar els antics mals italians: ineficàcia, escàndols, llargs procediments judicials que van continuar afavorint als poderosos. Va lamentar el fracàs de les escoles públiques que, segons ell, no van poder formar consciència crítica real Després d'una llarga malaltia, va morir el 6 de setembre de 1957, a l'edat de 83 anys.
Salvemini va ser un dels primers i més efectius opositors al feixisme. La cultura política que va encarnar, va fer que, segons el seu biògraf, Charles L. Killinger, "els feixistes eren anti-Salvemini abans que es convertís en antifeixista i els seus esforços per silenciar-lo van fer que el seu nom fos sinònim de la primera resistència italiana al nou règim." Tot i que fou un historiador prolífic, no era el tipus de persona que apartés la recerca de l'activitat política. Al llarg del seu exili va organitzar activament la resistència a Mussolini, ajudant altres persones a escapar d'Itàlia, mentre va exercir un paper important en impulsar l'opinió qualificada i l'opinió pública a Amèrica contra el règim feixista.
El biògraf de Giolitti, Alexander De Grand, el descriu com un "important historiador, impulsat per un moralisme auster" i com un "home difícil que va atreure afectes profunds i amargues enemistats", que "buscava constantment convertir les seves idees en una política pràctica, tot i així, era un mediocre -no, terrible- polític", citant Max Ascoli que el va qualificar de "el major enemic de la política de tots els homes que he conegut". No obstant això, Salvemini va ser una força imperativa que va deixar una empremta permanent en la política i la historiografia italianes. Com a activista de partit, comentarista polític i responsable de les administracions públiques, va impulsar la reforma social i política, i el seu nom equival a la primera resistència italiana al nou règim feixista. Salvemini va dir diverses vegades que sempre va intentar viure pel principi: "Feu el que heu de fer, passi el que pugui" (Fà cosa che devi, avvenga quello che può).